# Симфонія для однієї людини
« Симфонія для однієї людини» («фр. Symphonie pour un homme seul») — музична композиція П'єра Шеффера та П'єра Генрі, створена в 1949—1950 роках. Це важливий ранній приклад конкретної музики .
Прем'єра « Симфонії» відбулася на концерті 18 березня 1950 року. Складається з 22 частин, створених за допомогою вертушок та мікшерів, що ускладнювало її технічне виконання. Кількість частин була зменшена до 11 для ефіру в 1951 році, а потім до 12 для переглянутої версії 1966 року Генрі. Перероблена версія була використана для записів П'єра Шеффера — L'oeuvre musicale і містила наступні частини:
1. Просопопея І — Prosopopée I
2. Партита — Partita
3. Вальс — Valse
4. Еротика — Erotica
5. Скерцо — Scherzo
6. Колектив — Collectif
7. Просопопея ІІ — Prosopopée II
8. Героїка — Eroïca
9. Апостроф — Apostrophe
10. Інтермецо Intermezzo
11. Каденція — Cadence
12. Стретта — Strette

Шеффер почав розвивати ідею «симфонії шумів» (Symphonie de bruits) незабаром після того, як заснував свою студію (Studio d'Essai) при RTF (нині ORTF). Він накидав ідеї звукових матеріалів у своєму журналі. Пізніше він описав завершену роботу як «оперу для незрячих людей, виставу без аргументів, вірш із шумами, сплесками тексту, розмовним чи музичним». У творі 1952 р. « La recherche d'une musique concrète» він так прокоментував природу « Симфонії» :
Самотня людина повинна знаходити свою симфонію в собі не лише в абстрактному задумі музики, а й у тому, що вона є своїм власним інструментом. Самотня людина володіє значно більше, ніж дванадцятьма тонами звукоряду. Вона плаче, свистить, гуляє, стукає кулаком, сміється, стогне. Серце б'ється, дихання прискорюється, вона вимовляє слова, телефонує та відповідає на інші дзвінки. Ніщо не перегукується з поодиноким криком, як галас натовпу.